# Batalla de Kilómetro Siete
La Batalla de Kilómetro Siete (del camino Saavedra-Alihuatá) fue una serie de combates ocurridos durante la Guerra del Chaco entre el 7 de noviembre de 1932 y febrero de 1933 entre fuerzas de Bolivia y Paraguay. La batalla comenzó con el avance del ejército paraguayo hacia Saavedra y terminó con la retirada de la 1.ª División paraguaya hacia Kilómetro 12, dando fin a la ofensiva paraguaya y al inicio estratégico de su "defensa activa".

## Antecedentes
La pérdida de los fortines Boquerón, Arce, Alihuatá y la retirada general hacia Saavedra fue un duro golpe para los bolivianos. Cundió una ola de desmoralización que alcanzó a todas las unidades en el Chaco.

25 soldados del RI-15 han abandonado sus posiciones, dejando sus armas y desertando a retaguardia…
Coronel Peña (en Querejazu Calvo, 1995, pág. 54)

El general Carlos Quintanilla fue destituido del mando de la 4.ª División siendo reemplazado por el coronel Enrique Peñaranda. Los restos de la 4.ª División boliviana retrocedieron hacia Saavedra abandonando los fortines Arce y Alihuatá, los más avanzados que tenía Bolivia en el Chaco. A la altura del km 7 del camino Saavedra-Alihuatá cruzaron un ancho pajonal que cortaba perpendicularmente el camino. Los comandantes vieron allí las condiciones favorables para una defensa y acordaron detener ahí el avance paraguayo. 
Después de capturar Arce y Alihuatá,  Estigarribia perdió la oportunidad de acabar con el ejército boliviano en el Chaco al desviar su ataque hacia los fortines bolivianos Fernández y Platanillos asumiendo, razonablemente, que fuerzas bolivianas podían salir desde allí a su retaguardia y cortar la línea de suministro  Arce-Isla Poí. Estigarribia pensaba que los efectivos apostados en esos fortines superaban los 1000 hombres, sin saber que allí solo se encontraba distribuido, en posiciones distanciadas, el regimiento RI-1 Colorados con 220 soldados.
Este error de apreciación le dio tiempo a las fuerzas bolivianas en retirada para fortificar sus posiciones en Saavedra. Se produjeron nuevos cambios en los comandos: El coronel Francisco Peña, comandante interino del Primero Cuerpo, fue evacuado por enfermedad siendo reemplazado por el general Arturo Guillén. El Coronel Peñaranda también tuvo que ir a retaguardia por enfermedad, cediendo el mando al teniente coronel Bernardino Bilbao Rioja.
Desde Bolivia, el presidente Salamanca pensó que la resistencia en ese lugar era decisiva para recuperar la moral de las tropas, la cual pendía de un hilo. Una derrota obligaría a los bolivianos a retroceder aún más, lo cual acarrearía graves consecuencias para todo el ejército y posiblemente para su propio gobierno.
Los 18 días perdidos por Estigarribia permitieron la llegada al frente de los regimientos Abaroa, el RI-25, un destacamento de zapadores y un grupo de artillería. Se apostó a otros 1500 hombres y 80 oficiales al otro lado del camino y se esperó pacientemente la aparición de los paraguayos. Progresivamente iban llegando a la zona de operaciones las fuerzas bolivianas que habían sido movilizadas y que Estigarribia estimaba que se completarían para fines de diciembre de 1932.

## El combate
La batalla comenzó el 7 de noviembre de 1932, cuando el regimiento RI-3 Corrales, al mando del mayor Torreani Viera, chocó contra las trincheras, primero en el centro, luego sobre ambas alas, tratando de romper la línea boliviana. El RI-25 casi es rebasado, pero gracias a la ayuda del Campero logró mantener su posición. Los paraguayos intentaron un nuevo ataque a la bayoneta, pero la intervención de la Batería de artillería Rivera los detuvo.  El 9 de noviembre las fuerzas paraguayas se vieron obligadas a atrincherarse en una isla de monte a distancia de asalto.
La aviación boliviana informó que la unidad paraguaya se encontraba aislada. Sin esperar más refuerzos, el teniente coronel Bilbao Rioja decidió contraatacar para eliminar esa amenaza ignorando la orden del comando de mantener la actitud defensiva para no poner en riesgo la débil moral de las tropas y sabiendo que la 2.° División paraguaya se encontraba a 50 km del lugar. A su vez Estigarribia envió al regimiento RI-1 Dos de Mayo para reemplazar al agotado regimiento Corrales que pasó transitoriamente a la retaguardia.
El regimiento boliviano RI-50 Murguía encabezó la maniobra de envolvimiento sobre el ala derecha paraguaya cuyo objetivo era salir a su retaguardia y cortar el camino Saavedra-Alihuatá. Al mismo tiempo, los regimientos Campero y Campos atacaron por la izquierda mientras los regimientos RI-4 Loa, RI-25 y el RC-1 Abaroa sostenían frontalmente las posiciones de Kilómetro 7, quedando el RC-7 Chichas como reserva. Estos 7 regimientos sumaban un total de 3500 hombres. El ataque boliviano se inició en la madrugada del 10 de noviembre con los disparos de los grupos de artillería Rivera y Peñaranda apoyados adicionalmente por el bombardeo de la aviación.  El regimiento paraguayo RI-1 Dos de Mayo fue tomado por sorpresa. El RI-50 Murguía, aunque no había logrado salir completamente a la retaguardia enemiga, chocó contra el regimiento RI-3 Corrales que también fue sorprendido. El mayor paraguayo Torreani Viera tuvo que recurrir a los cocineros y asistentes personales para defender las posiciones. Pese a la sorpresa, el ataque del RI-50 Murgia fue rechazado y tuvo que retroceder.
El regimiento Loa logró ocupar algunas trincheras y tomar prisioneros, material bélico y heridos. Pero a las 17:00 horas también tuvo que retirarse de las mismas.
La batalla del 10 de noviembre, con semejante despliegue de artillería y número de soldados comprometidos impactó a ambos bandos por su violencia. Esto provocó algunas deserciones: los regimientos RI-1 Colorados y RI-25 abandonaron sus posiciones huyendo a Saavedra pero fueron devueltos a sus trincheras a los tiros. Lo mismo ocurrió a los paraguayos, cuyos oficiales,  pistola en mano, obligaron a sus soldados a sostenerse en sus posiciones.
El 12 de noviembre, la 4.ª División paraguaya llegó desde Alihuatá para reemplazar a la 2.° División que había quedado maltrecha. Esta unidad realizó un nuevo ataque, que fue repelido gracias a la llegada de nuevos refuerzos bolivianos a Kilómetro 7. Era el regimiento Sucre, formado por reservistas de La Paz y Potosí. Al ver que los ataques frontales no surtían efecto, el comandante de la 4.ª División paraguaya planeó una maniobra para desalojar a los bolivianos del este del camino, fijando al enemigo en el centro y en su ala derecha e intentado romper el frente por el sudoeste. El regimiento Boquerón encabezó la maniobra apoyado en la izquierda por el RI-7 y a la derecha por el RC-3. Un error en la dirección del ataque del RI-7 produjo la pérdida de la sorpresa por lo que los defensores pudieron repeler al regimiento paraguayo. 
El combate se estabilizo en ambas trincheras reduciéndose a duelos de artillería y bombardeos de la aviación boliviana. 

"El enemigo parece buscar nuestro desgaste progresivo, táctica contra la cual debemos precavernos [...] aviones enemigos mostraron todo el día intensa actividad… hirieron gravemente a un soldado, y levemente a dos. Esta actividad de la aviación comienza a deprimir a las tropas, como asimismo los frecuentes cañoneos [...] se multiplican los enfermos causados por las lluvias. Esta mañana aviones enemigos hirieron al teniente Alfredo Martínez y a un soldado [...] se han agotado las existencia de fariña y galletas. El mal estado del camino y los camiones hace difícil el aprovisionamiento".
Informe del Comandante de la 4.ª División a Estigarribia (en Querejazu Calvo, 1981, pág. 121)

Con el tiempo corriendo en contra debido a que la movilización del ejército boliviano se estaba completando y la época de las lluvias estaba empezando, Estigarribia planeó un último intento pero esta vez a una mayor escala: el Primer Cuerpo paraguayo atacaría con tres divisiones en primera línea, teniendo a la cuarta como reserva. Dos divisiones rodearían el ala izquierda para llegar al camino que conectaba el fortín Saavedra con el fortín Muñoz desalojando a los bolivianos que defendían Saavedra y el fortín Agua Rica.  
La división de avanzada, al mando del teniente coronel Carlos José Fernández, avanzó a ciegas hacia su objetivo, pero su radio de giro resultó muy corto (esto ocurriría a menudo en ambos bandos a causa del cerrado monte chaqueño) y en lugar de rodear el ala izquierda de la línea boliviana chocó contra un reten lateral. Al detectarse el envolvimiento de las defensas de Kilómetro 7, el regimiento RI-5 Campero alargó su despliegue hacia la izquierda cerrando el paso a los atacantes. El RI-22 Campos, que se encontraba de reserva, fue enviado a estirar la línea defensiva cubriendo Puesto Montaño y doblándose en punta para evitar el rodeo. Estas unidades fueron reforzadas por la Batería Rivera que recibió el apoyo de un tanque Vickers conducido por el teniente José Quiroga.
Perdida la sorpresa, el contraataque de los regimientos RI-22 Campos, RI-33 Chorolque, y RI-50 Murguía acabó por paralizar toda la maniobra de Estigarribia.
En el centro, el aferramiento contra las fortificaciones bolivianas esperó en vano que la División de Fernández concretara su maniobra. En una acción distractiva, Estigarribia sacó de Nanawa a su 5.ª División y la lanzó sobre Agua rica, pero sin mayores resultados.
El 10 de diciembre las divisiones paraguayas intentaron nuevamente romper el frente enemigo. El mayor Nicolás Delgado informó:

"El RI-7 atacó llegando a progresar unos 30 metros para luego tener que retroceder. A horas 17:00 se reinició el ataque, volviendo a recuperar y perder el territorio ganado [...] El regimiento Boquerón llegó hasta unos 30 metros de las trincheras enemigas, hasta que un contraataque con armas automáticas lo detuvo y lo obligó a retroceder. Ambos regimientos han vuelto a su base, sus bajas:  el RI-7, 4 muertos y 48 heridos; regimiento Boquerón, 30 desaparecidos".
Mayor Delgado al coronel Estigarribia (en Querejazu Calvo, 1981, pág. 123)

El 23 de diciembre de 1932, el coronel Estigarribia ordenó la finalización de la "Primera ofensiva" del ejército paraguayo en el Chaco Boreal pasando, estratégicamente, a una fase de ‘"defensa activa" hasta tanto las condiciones militares en el teatro de operaciones le permitieran volver a la ofensiva.

## Reconquista de Platanillos y Loa
Mientras se desarrollaban los combates en las trincheras de Kilómetro 7 y Campo Jordán, el ejército boliviano concentró fuerzas de los fortines Ballivían, Muñoz, 27 de noviembre y Picuiba, para formar una División que pudiera accionar por el flanco del despliegue paraguayo. Se formó la 8.ª División, compuesta por los regimientos RI-47, RI-20, RI-1Colorados, RZ-3 Paucarpata, un escuadrón de caballería y una batería de montaña, a las órdenes del general Julio Sanjinés, a quien se le dio la orden de recuperar el fortín Platanillos defendido por el regimiento paraguayo Valois Rivarola con 700 soldados. La batería Arenas inició el ataque con un bombardeo durante la noche del 12 de diciembre y al amanecer del 13, el escuadrón de caballería y el regimiento RI-1 Colorados cargaron frontalmente mientras el RI-20 y dos compañías del Paucarpata salieron sobre la izquierda tratando de cortar la retirada enemiga a Jayucubás mientras el RI-47 lo hacía en el camino hacia Fernández (Herrera).
Toda la maniobra fue un éxito, excepto la del RI-47 que chocó contra un fuerte sistema defensivo paraguayo que cubría la retirada y no pudo impedir el escurrimiento de los paraguayos hacia Fernández. 
Por su parte, el coronel boliviano Ángel Rodríguez salió del fortín Camacho con el regimiento Ingavi, con 200 hombres más 2 piezas de artillería, para reforzar a la 8.ª División y desalojar a los paraguayos del Fortín Loa.

## Repliegue táctico a Kilómetro 12
Estigarribia vio con mucha preocupación la creciente actividad del Segundo Cuerpo boliviano. La reconquista de Platanillos y Loa dejaba las puertas abiertas para un ataque a su retaguardia que podía cortar la línea de aprovisionamiento de todas las fuerzas que combatían en Kilómetro 7 y Campo Jordán.
Poniendo en marcha la nueva pauta estratégica y para mejorar su posición aprovechó la tregua de 24 horas del 25 de diciembre propuesta por el Papa Pio XII para replegar la 1.ª División unos 5 km hacia el norte, desde las islas de monte que ocupaba frente a las trincheras bolivianas de Kilómetro 7, hasta Kilómetro 12 siempre sobre el camino Saavedra-Alihuatá.
El general Kundt creyó que las fuerzas paraguayas se estaban retirando hacia Alihuatá, pese a los informes de la aviación que decían lo contrario, por lo que autorizó al general Guillen que avanzara con 7 regimientos. El 27 de diciembre de 1932, el RI-3 Pérez, acompañado por un tanque, atacó la posición paraguaya en Kilómetro 12. Este imprudente ataque boliviano realizado en un cañadón abierto fue rechazado por el regimiento paraguayo RI-4 Curupaytý produciendo gran cantidad de bajas. Mientras llegaban los regimientos paraguayos RI-7 y RI-3, otros 3 regimientos bolivianos atacaron por el ala derecha y aunque ocuparon parte de las trincheras tuvieron que replegarse al final del día. El día 28 de diciembre los paraguayos contraatacaron aniquilando al regimiento RI-2 Sucre y obligaron a los regimientos Loa y Abaroa a volver a sus posiciones en Kilómetro 7.

## Consecuencias
Recién dos meses después, tras los combates de la Batalla de Campo Jordán, los paraguayos se retirarían definitivamente del sector hacia la zona de Gondra, después de que el general Kundt capturara el fortín Alihuatá bloqueando la ruta más directa de suministros que iban a la 1.ª División paraguaya.
Las bajas por muerte, heridas y sobre todo enfermedades se calcularon por miles en ambos bandos. 